# Garage Alizon
Le garage Alizon est un édifice situé dans la ville de Dijon, dans la Côte-d'Or en région Bourgogne-Franche-Comté.

## Histoire
Il fut construit en 1905 et 1906, c'est un ancien garage pour cycles et automobiles.
L'ancien garage dans ses dispositions de 1906 incluant le magasin d'exposition et sa porte cochère, le passage cocher, la cour, les boxes de garage, le préau-atelier, le vestibule, l'escalier, l'appartement du gérant-propriétaire et l'appartement du gardien est inscrit au titre des monuments historiques par arrêté du 20 juillet 2012.